# Хана Машић
Хана Машић (Загреб, 17. новембар 1991) хрватска је певачица.
Певањем се бави од седме године. Певала је у дечјем хору „Звјездице” са којим је наступала на светским такмичењима, укључујући и Дечју Евровизију. Магистар је економије. Учествовала је на такмичењу за представника Хрватске на Дечјој песми Евровизије 2003. године. Године 2023. учествовала је на Дори, хрватском националном такмичењу за представника на Песми Евровизије. Медији је зову хрватском Селеном Гомез. Живи и ради у Београду.

## Дискографија

### Синглови
- Откуцај срца твог (2003)
- Газим, остављам (2018)
- Нужно зло (2019)
- Ми смо у проблему (2020)
- Само богато (2021)
- Експеримент (2022)
- Очи Дубаиа (2022)
- Експеримент (2022)
- Тируриру (2022)
- Несрећа (2023)
- Ма боли ме (2023)
- Пронађи ме (2024)